# Forme modulaire de Hilbert
En mathématiques, une forme modulaire de Hilbert est une généralisation des formes modulaires aux fonctions de deux variables ou plus. C'est une fonction analytique sur le produit de m demi-plans supérieurs {\displaystyle {\mathcal {H}}} satisfaisant un certain type d'équation fonctionnelle.

## Définition
Soit F un corps totalement réel de degré m sur le corps des rationnels. Soit {\displaystyle \sigma _{1},\ldots ,\sigma _{m}} les plongements réels de F. On définit ainsi une application
{\displaystyle GL_{2}(F)\to GL_{2}(\mathbb {R} )^{m}.}
Soit {\displaystyle {\mathcal {O}}_{F}} l'anneau des entiers de F. Le groupe {\displaystyle GL_{2}^{+}({\mathcal {O}}_{F})} est appelé le groupe modulaire de Hilbert plein. Pour tout élément {\displaystyle z=(z_{1},\ldots ,z_{m})\in {\mathcal {H}}^{m}}, on dispose d'une action de groupe sur {\displaystyle GL_{2}^{+}({\mathcal {O}}_{F})} définie par {\displaystyle \gamma \cdot z=(\sigma _{1}(\gamma )z_{1},\ldots ,\sigma _{m}(\gamma )z_{m})}.
Pour
{\displaystyle g={\begin{pmatrix}a&b\\c&d\end{pmatrix}}\in GL_{2}(\mathbb {R} ),}
on définit:
{\displaystyle j(g,z)=\det(g)^{-1/2}(cz+d)}
Une forme modulaire de Hilbert de poids {\displaystyle (k_{1},\ldots ,k_{m})} est une fonction analytique sur {\displaystyle {\mathcal {H}}^{m}} telle que pour tout {\displaystyle \gamma \in GL_{2}^{+}({\mathcal {O}}_{F})}
{\displaystyle f(\gamma z)=\prod _{i=1}^{m}j(\sigma _{i}(\gamma ),z_{i})^{k_{i}}f(z).}
Contrairement au cas de forme modulaire, aucune condition supplémentaire n'est requise, en raison du principe de Koecher.[Information douteuse]

## Histoire
Ces formes modulaires, pour des corps quadratiques réels, ont été traitées pour la première fois en 1901 dans l'Habilitationssschrift d'Otto Blumenthal (université de Göttingen). Il y mentionne que David Hilbert les avait envisagées initialement dans un travail de 1893-94, resté inédit. Le travail de Blumenthal a été publié en 1903. Pour cette raison, les formes modulaires de Hilbert sont souvent appelées formes modulaires de Hilbert-Blumenthal.
La théorie est restée en retrait pendant quelques décennies ; Erich Hecke y a fait appel dans ses premiers travaux, mais un intérêt majeur pour les formes modulaires de Hilbert attendait le développement de la théorie des variétés complexes.